# Волтидо
Волтидо (итал. Voltido) је насеље у Италији у округу Кремона, региону Ломбардија.
Према процени из 2011. у насељу је живело 176 становника. Насеље се налази на надморској висини од 34 м.

## Становништво
| 1931. | 1936. | 1951. | 1961. | 1971. | 1981. | 1991. | 2001. | 2011. |
| ----- | ----- | ----- | ----- | ----- | ----- | ----- | ----- | ----- |
| 1.272 | 1.299 | 1.227 | 1.051 | 663   | 533   | 485   | 452   | 405   |